# 李真率
李真率（韓語：이진솔，羅馬化：Lee Jin Sol，2001年12月4日—），韓國女歌手、演員，曾是韓國女子團體APRIL成員。
2015年8月24日隨組合發行第一張迷你專輯《Dreaming》正式出道。2018年2月7日，與成員娜恩组成子團，發行數位單曲《My Story (내 이야기)》。5月2日，與娜恩演唱《Switch-改變世界》的OST《夜空的星星》。

## 争议

#### 李玹珠被霸凌事件
2021年2月28日，前成員李玹珠的弟弟在社群網路聲稱，李玹珠在團內遭到嚴重霸凌。APRIL的所屬經紀公司DSP Media發表聲明，認為李玹珠弟弟是沒有根據，宣布以傳播虛假事實提起刑事訴訟。此外，公司聲稱不清楚誰為加害者、誰為被害者。成員真率被指為此事件的主要參與人，许多网民挖出了很多真率对李玹珠没礼貌举动和行为的影片为证据。隨后在隔年23日，警察调查结果指出李玹珠与其家人被DSP Media指控的罪行均无嫌疑，并做出了不起诉的决定。

## 外部連結
- 李真率的Instagram帳戶
- 李真率的X（前Twitter）